# Metamorpha insularis
Metamorpha insularis är en fjärilsart som beskrevs av Holland 1916. Metamorpha insularis ingår i släktet Metamorpha och familjen praktfjärilar. Inga underarter finns listade i Catalogue of Life.